# Kurdistans fotbollsförbund
Kurdistans fotbollsförbund (kurdiska: یەکێتی تۆپی پێی کوردستان, Yekêtî Topîpêy Kurdistan), ofta kallat Kurdistan Football Association (Kurdistan FA), är den styrande organisationen för fotboll i irakiska Kurdistan och grundades grundat 2006. Organisationen styr över det kurdiska fotbollslandslaget. Organisationen är inte medlem i FIFA, men är en del av NF-Board, och organiserar Kurdistans landskamper samt Kurdistans Premier League.

## Kurdistans fotbollsförbunds emblem
Kurdistans fotbollsförbunds emblem formgavs 2005 av den London-baserade kurdiske konstnären Rawand Sirwan Nawroly. Emblemet representerar färgerna på Kurdistans flagga, där det röda representerar den kurdiska Newroz-elden, det gula representerar den kurdiska solen och det gröna representerar det gröna kurdiska landskapet.

## Presidenter
| Namn              | Period                  |
| ----------------- | ----------------------- |
| Safeen Kanabi     | 2006 - 2 mars 2021      |
| Tariq Abdulrahman | 4 mars 2021 - nuvarande |